# Medal Hajderabadu
Medal Meeane’u lub Medal Hajderabadu oraz Medal Meeane’u i Hajderabadu, zbiorczo zwane z ang. Medal Scinde – jeden z brytyjskich medali kampanii ustanowiony w roku 1843 i nadawany członkom Sił Zbrojnych Honorowej Kompanii Wschodnioindyjskiej oraz żołnierzom 22 regimentu piechoty pod dowództwem Sir Charlesa Napiera, biorących udział w zdobyciu prowincji Scinde.

## Historia
Pierwsza wojna afgańska zbliżała się do końca pod administracją Lorda Admiralicji Ellenborough i Sir Charlesa Napiera.
Marsz Napiera do Ameers koło Meeane’u i Hajdarabadu miał wielkie znaczenie i władze szybko zareagowały na ten wyczyn, wybijając z tej okazji trzy medale pamiątkowe: za sukces pod Miani i Hajdarabadem oraz trzeci zawierający nazwy obydwu miast, pod którymi odbyły się dwie główne bitwy, powodujące rozgromienie sił Emira Sindh.

## Opis medalu
Awers: popiersie królowej Wiktorii z inskrypcją VICTORIA REGINA
Trzy różne wersje rewersu: wieniec laurowy zwieńczony koroną, w środku nazwa miasta i data:
- MEEANEE / 1843
- HYDERABAD / 1843
- MEEANEE / HYDERABAD / 1843